# Ferreirim (Lamego)
Pour les articles homonymes, voir Ferreirim.
Ferreirim est une paroisse civile portugaise (en portugais : freguesia) de la municipalité de Lamego dans le district de Viseu.

## Géographie
Située au sud de Lamego, la paroisse de Ferreirim est limitrophe de la municipalité de Tarouca.

## Démographie
Lors du recensement de 2021, Ferreirim compte 898 habitants.